# Mário Petraglia
Mário Petraglia (Rio de Janeiro, 21 de fevereiro de 1942 — Rio de Janeiro, 27 de julho de 2016) foi um ator brasileiro.

## Biografia
Iniciou sua carreira ainda adolescente, em 1956, ao participar do espetáculo O Garoto e a Boa Índole. Trabalharia em teatro até o ano de 1986, especialmente na primeira década de carreira.
Sua estreia em cinema se deu em 1958 no filme No Mundo da Lua de Roberto Farias. Participou de vários filmes, colaborando frequentemente com Jece Valadão, Victor Lima, J.B. Tanko, Roberto Farias e Braz Chediak.
Em 1959 estrou em televisão ao integrar o elenco do Teatrinho Trol, da TV Tupi. Ainda na mesma emissora participaria da sua primeira telenovela, O Acusador (1964). Permaneceu na TV Tupi até 1970, participando especialmente de teleteatros. Em 1973 passa a integrar o elenco da TV Globo onde trabalhou fixamente até 1989, ano em que vai rapidamente para a Band participar da minissérie Colônia Cecília. Em 1990, já na TV Globo, faz uma pequena participação em Rainha da Sucata.
No ano de 1995, após participar da segunda versão de Irmãos Coragem, decidiu abandonar a carreira artística.
Faleceu em decorrência de um infarto, na cidade do Rio de Janeiro, 27 de julho de 2016. 

## Filmografia

### Cinema
| Ano  | Título                                | Personagem                  | Notas                             |
| ---- | ------------------------------------- | --------------------------- | --------------------------------- |
| 1958 | No Mundo da Lua                       | —                           | [ 2 ]                             |
| 1960 | Tudo Legal                            | —                           |                                   |
| 1961 | Mulheres, Cheguei!                    | Lopes                       |                                   |
| 1961 | O Viúvo Alegre                        | Leopold                     | [ 3 ]                             |
| 1964 | Selva Trágica                         | —                           | [ 4 ]                             |
| 1965 | Choque de Sentimentos                 | —                           |                                   |
| 1965 | Um Ramo para Luísa                    | —                           |                                   |
| 1966 | Engraçadinha Depois dos Trinta        | Durval                      |                                   |
| 1966 | Na Onda do Iê-Iê-Iê                   | —                           |                                   |
| 1967 | A Lei do Cão                          | Albino                      |                                   |
| 1967 | O ABC do Amor                         | —                           | Segmento: "O Pacto"               |
| 1968 | Os Vicidados                          | —                           | Segmento: "A Fuga"                |
| 1969 | A Doce Mulher Amada                   | Lúcio                       |                                   |
| 1970 | O Bolão                               | —                           |                                   |
| 1970 | Simeão, o Boêmio                      | Morador                     |                                   |
| 1970 | Vale do Canaã                         | —                           |                                   |
| 1972 | Os Devassos                           | Convidado                   |                                   |
| 1973 | Amante Muito Louca                    | Mauro                       |                                   |
| 1973 | Obsessão                              | —                           |                                   |
| 1973 | Os Mansos                             | Rodrigo                     | Segmento: "O Homem dos 4 Chifres" |
| 1974 | Banana Mecânica                       | Carlito                     |                                   |
| 1975 | Os Alegres Vigaristas                 | Afogado                     |                                   |
| 1976 | Tem Folga na Direção                  | Mário                       |                                   |
| 1976 | Tem Alguém na Minha Cama              | Robertão                    |                                   |
| 1977 | Barra Pesada                          | Dono do carro roubado       |                                   |
| 1978 | O Grande Desbum                       | Marido de Rita              |                                   |
| 1978 | Elke Maravilha Contra o Homem Atômico | Tião                        |                                   |
| 1979 | Eu Matei Lúcio Flávio                 | —                           |                                   |
| 1981 | Um Menino... Uma Mulher               | Marido de Rafaela           |                                   |
| 1982 | Luz del Fuego                         | Paco, artista de circo      |                                   |
| 1983 | Mar do Pecado                         | Marinheiro                  | [ 5 ]                             |
| 1984 | Amor Maldito                          | Jorge Accioly, o jornalista | [ 6 ]                             |
| 1984 | O Solar das Taras Proibidas           | Ramiro Gonzalez             |                                   |
| 1984 | Taradas no Cio                        | Cris                        | [ 7 ]                             |
| 1984 | Memórias do Cárcere                   | Capitão Macedo, prisioneiro |                                   |
| 1986 | Fulaninha                             | Sabonete                    |                                   |
| 1988 | Natal da Portela                      | —                           |                                   |

### Televisão
| Ano  | Título                   | Personagem         | Nota                                                  |
| ---- | ------------------------ | ------------------ | ----------------------------------------------------- |
| 1959 | Teatrinho Trol           | —                  | Episódio: "Sinos de Natal"                            |
| 1964 | Teatrinho Trol           | Português          | Episódio: "O Descobrimento do Brasil"                 |
| 1964 | O Acusador               | —                  |                                                       |
| 1965 | Teatrinho Trol           | —                  | Episódio: "As Aventuras de Robinson Crusoé "          |
| 1973 | Cavalo de Aço            | Guigui             | [ 8 ]                                                 |
| 1973 | O Bem-Amado              | Damião             |                                                       |
| 1973 | O Semideus               | Juca               |                                                       |
| 1975 | Cuca Legal               | Ricardo            |                                                       |
| 1977 | Sem Lenço, sem Documento | Silvério           |                                                       |
| 1978 | Sinal de Alerta          | Luciano            |                                                       |
| 1978 | Caso Especial            | Toledo             | Episódio: "Jorge, um Brasileiro"                      |
| 1979 | Pai Herói                | Titan/Vidal        |                                                       |
| 1979 | Plantão de Polícia       | Jarbas             | Episódio: "Inimigo Público"                           |
| 1979 | Carga Pesada             | Capanga            | Episódio: "Arapuca"                                   |
| 1979 | Carga Pesada             | —                  | Episódio: "BR Futebol Clube"                          |
| 1980 | O Bem-Amado              | Jogador            | Episódio: "Bola pra Frente, Que Odorico É Presidente" |
| 1980 | Plantão de Polícia       | —                  | Episódio: "Um Dia de Ratos"                           |
| 1980 | Sítio do Picapau Amarelo | Gregory            | Episódio: "A Santa do Pau Oco"                        |
| 1982 | Sítio do Picapau Amarelo | Genarino           | Episódio: "Pinóquio"                                  |
| 1983 | Sítio do Picapau Amarelo | Homem              | Episódio: "Viagem a Lua"                              |
| 1983 | Caso Verdade             | Nano               | Episódio: "UDA 57 - Uma Viagem Terrível"              |
| 1984 | A Máfia no Brasil        | —                  |                                                       |
| 1984 | Vereda Tropical          | Pedrão             |                                                       |
| 1986 | Cambalacho               | Capanga            | [ 9 ]                                                 |
| 1986 | Roda de Fogo             | Segurança de Paulo |                                                       |
| 1987 | Bambolê                  | Aimoré             |                                                       |
| 1988 | Caso Especial            | Policial           | Episódio: "O Matador"                                 |
| 1989 | Colônia Cecília          | —                  | [ 10 ]                                                |
| 1989 | Que Rei Sou Eu?          | Detetive           |                                                       |
| 1990 | Rainha da Sucata         | Gervásio           | [ 11 ]                                                |
| 1991 | O Sorriso do Lagarto     | Michel             |                                                       |
| 1995 | Irmãos Coragem           | Jair Santana       |                                                       |

## Teatro[12]
- 1956 - O Garoto e a Boa Índole
- 1957 - A Fonte da Juventude
- 1957 - João e o Pé de Feijão
- 1957/1958 - Marido Magro e Mulher Chata
- 1958 - O Filhote do Espantalho
- 1959 - Nossa Cidade
- 1959 - Pic-Nic no Front
- 1959/1960 - Pinocchio
- 1960/1961 - Sinos de Natal
- 1962 - Chapéu de Sebo
- 1963 - Roleta Paulista
- 1965 - Na Ponta da Corda
- 1967 - Simone de Beauvoir, Pare de Fumar, Siga o Exemplo de Gildinha Saraiva e Comece a Trabalhar
- 1968 - Barrela
- 1972 - Longe Daqui, Aqui Mesmo
- 1975/1976 - Padre à Italiana
- 1981 - Auto de Natal
- 1986 - O Sol Embriagado